# Batalha de Tel Hai

A Batalha de Tel Hai foi travada em 1º de março de 1920 entre forças árabes e judaicas na vila de Tel Hai, no norte da Galiléia. Durante o evento, uma milícia árabe xiita, acompanhada por beduínos de uma aldeia próxima, atacou a localidade agrícola judaica de Tel Hai. Ao fim da batalha, oito judeus e cinco árabes foram mortos. Joseph Trumpeldor, o comandante dos defensores judeus de Tel Hai, foi baleado na mão e no estômago e morreu enquanto era levado para Kfar Giladi naquela noite. Tel Hai acabou sendo abandonada pelos judeus e queimada pela milícia árabe.
O evento é considerado por alguns estudiosos como parte da Guerra Franco-Síria e por outros como um surto de violência do conflito intercomunitário que se desenvolveu posteriormente no Mandato da Palestina.

## Contexto
Tel Hai foi habitada de forma intermitente desde 1905 e foi permanentemente estabelecida como posto fronteiriço em 1918, após a derrota do Império Otomano na Primeira Guerra Mundial. 
A área ficou sujeita a ajustes de fronteira entre britânicos e franceses. A Guerra Franco-Síria ocorreu no início de 1920 entre nacionalistas árabes sírios, sob o rei Hachemita, e a França. Gangues ('isabat) de camponeses fronteiriços baseados em clãs, combinando política e banditismo, agiam na área da fronteira vagamente definida entre o Mandato Britânico da Palestina, que seria estabelecido em breve, o Mandato Francês do Líbano e a Síria.
Joseph Trumpeldor serviu como oficial do exército russo durante a Guerra Russo-Japonesa de 1905, sendo um dos poucos judeus russos a ganhar receber patente de oficial do czar. Ele também comandou uma unidade auxiliar judaica que lutou junto com o Exército Britânico durante a Campanha de Galípoli na Primeira Guerra Mundial. Sendo assim, ele era um militar experiente, a quem o movimento sionista delegou o comando do posto avançado ameaçado.

## Linha do tempo

### Guerra Franco-Síria
No início da Guerra Franco-Síria, a Alta Galileia era povoada por várias tribos árabes beduínas semi-nômades, a maior delas residindo em Halasa, e quatro pequenos assentamentos judaicos, incluindo Metula, Kfar Giladi, Tel Hai e Hamra. Enquanto as aldeias árabes e beduínas se aliaram ao Reino Árabe da Síria, os residentes judeus optaram pela neutralidade durante o conflito dos árabes com os franceses.
No início da guerra, um residente de Kfar Giladi foi morto por beduínos armados, o que aumentou enormemente a tensão na região. As aldeias judaicas eram regularmente saqueadas por beduínos pró-Síria, sob o pretexto de procurar espiões e soldados franceses. Em um incidente, Trumpeldor e outros judeus foram despidos como um insulto público por parte de uma milícia beduína árabe.

### Batalha
Em 1º de março de 1920, várias centenas de árabes xiitas da aldeia de Jabal Amil, no sul do Líbano, marcharam até os portões de Tel Hai junto com beduínos de Al-Khalisa e seu líder (mukhtar), Kamal Affendi. Eles exigiam entrar para procurar soldados franceses em Tel Hai. Um dos agricultores disparou um tiro para o ar, um sinal para reforços da vizinho Kfar Giladi, que trouxe dez homens liderados por Trumpeldor, destacado por Hashomer para comandar a defesa das aldeias da região. Trumpeldor e os seus dez homens tentaram negociar com os xiitas e as milícias itinerantes das aldeias e convencê-los a partir. Por fim, o líder beduíno foi autorizado a entrar na aldeia em busca de soldados franceses. 
Kamal Affendi encontrou Deborah Drechler, uma das residentes judias, que apontou-lhe uma pistola, aparentemente surpresa ao ver um beduíno armado na aldeia. Ele tentou desarmá-la e um tiro foi disparado durante a luta (não está claro se da pistola de Deborah ou de outra arma) e um grande tiroteio eclodiu. Trumpeldor foi baleado e gravemente ferido, enquanto os lados se barricaram na aldeia. Kamal pediu para sair, dizendo que tudo foi um mal-entendido, e a força judaica aprovou o cessar-fogo. Durante a retirada árabe, um dos defensores judeus, sem saber dos acordos dos seus camaradas e sem ouvir devido ao tiroteio anterior, disparou contra o grupo árabe e a troca de tiros recomeçou.
Seis judeus e cinco árabes foram mortos nos combates. Trumpeldor foi baleado na mão e no estômago e morreu enquanto era levado para Kfar Giladi naquela noite. Os sobreviventes de Tel Hai consideraram que sua posição era insustentável e escolheram retirar-se, após o que os árabes incendiaram a aldeia.

## Consequências
Os oito judeus mortos em Tel Hai (este número inclui dois mortos num ataque anterior em janeiro de 1920) foram enterrados em duas valas comuns em Kfar Giladi, e ambos os locais ficaram abandonados por um tempo.
Em 3 de março, Kfar Giladi também foi atacada por um grande grupo de beduínos. Os defensores abandonaram a posição e recuaram para a aldeia xiita de Taibe onde receberam abrigo e escolta até Ayelet Hashahar, que estava sob controle britânico.
A Guerra Franco-Síria entrou em seus últimos estágios em julho de 1920, com a derrota dos lealistas hachemitas na Batalha de Maysalun. A fronteira na área da Alta Galiléia foi finalmente acordada entre britânicos e franceses, e esta área seria incluída no Mandato Britânico da Palestina. Isso permitiu que Tel Hai fosse reassentada em 1921. Entretanto, não se tornou uma comunidade independente viável e em 1926 foi absorvida pelo kibutz de Kfar Giladi.
Com um monumento nacional na Alta Galileia, Israel homenageia a morte de oito judeus, seis homens e duas mulheres, incluindo Joseph Trumpeldor. O memorial é mais conhecido por uma estátua emblemática de um leão desafiador representando Trumpeldor e seus camaradas. A cidade de Kiryat Shemona, literalmente Cidade dos Oito, recebeu o nome deles.
O homem que liderou o ataque, Kemal Hussein, serviu como representante do Fundo Nacional Judaico em 1939 nas negociações de compra das terras que formariam o Kibutz Dafna.

## Significado
Idith Zertal escreveu que a batalha marcou “o dramático início do conflito violento sobre a Palestina”.

### Herança de Trumpeldor
Trumpeldor ficou gravemente ferido e morreu poucas horas depois. Ele é tradicionalmente creditado por ter dito antes de morrer "Não importa, é bom morrer (tov lamut) pelo nosso país" ("אין דבר, טוב למות בעד ארצנו") palavras que na memória coletiva sionista e israelense permanecem intimamente associadas ao nomes "Trumpeldor" e "Tel Hai". Uma teoria recente argumentou que as últimas palavras de Trumpeldor foram, na verdade, uma maldição pungente em sua língua materna, o russo, refletindo a frustração com sua má sorte, ou seja, 'Foda-se sua mãe' ((Yob tvoyú mat'),:ёб твою мать!).
As palavras atribuídas a Trumpeldor, além disso, são claramente uma variante do conhecido ditado "Dulce et decorum est pro patria mori" ("É doce e apropriado morrer pela pátria"), derivado das Odes do poeta romano Horácio, linhas com as quais Trumpeldor, tal como outros europeus instruídos da época, podiam estar familiarizados.